# Orcya anthracia
Orcya anthracia är en fjärilsart som beskrevs av William Chapman Hewitson 1874. Orcya anthracia ingår i släktet Orcya och familjen juvelvingar. Inga underarter finns listade i Catalogue of Life.